# Kakuda
Kakuda (角田市?) è una città giapponese della prefettura di Miyagi.
a karuda esiste il centro spaziale karuda